# Strijkkwintet

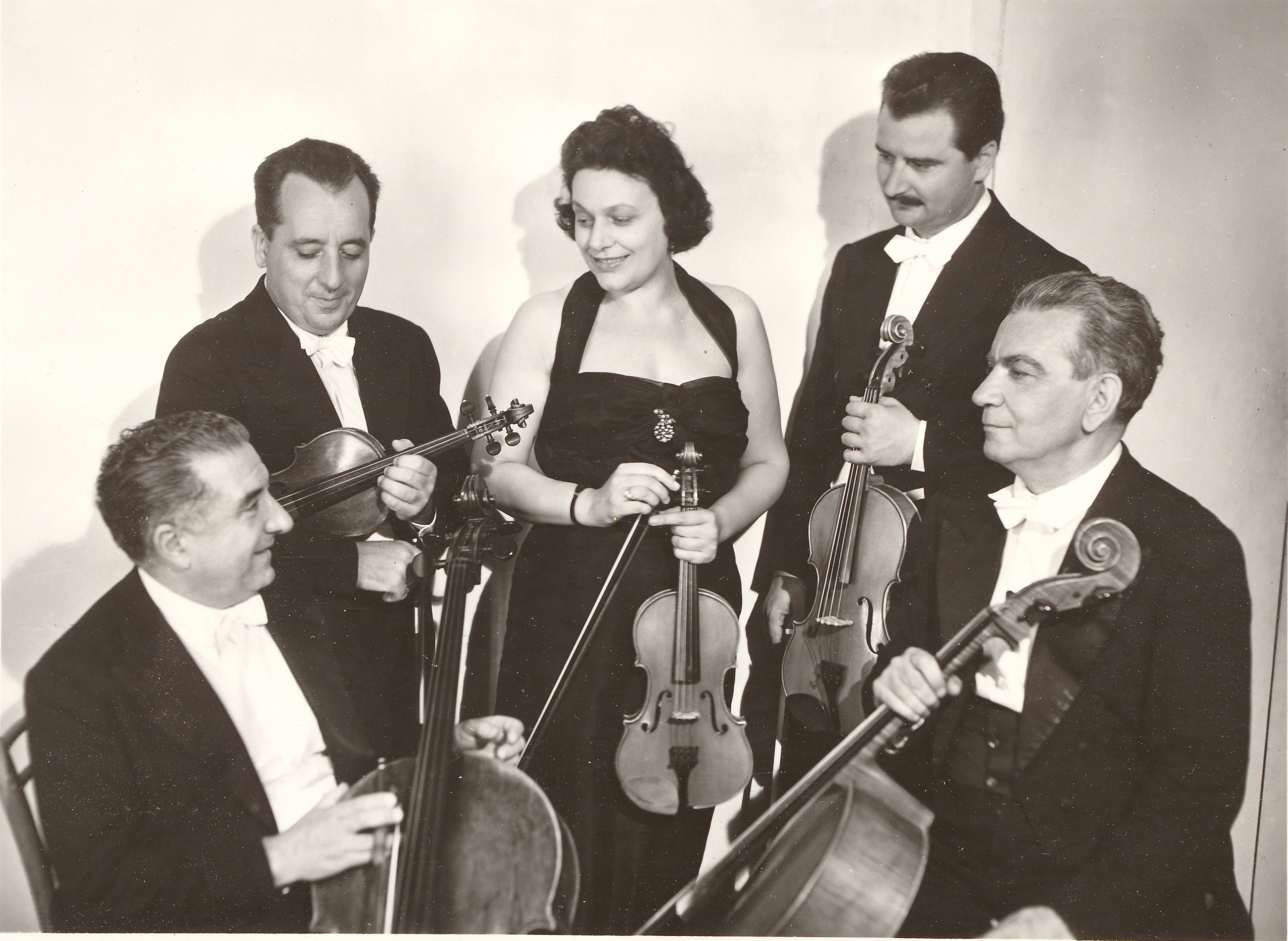
Het Boccherini Quintet (twee violen, altviool, twee celli) in de jaren vijftig

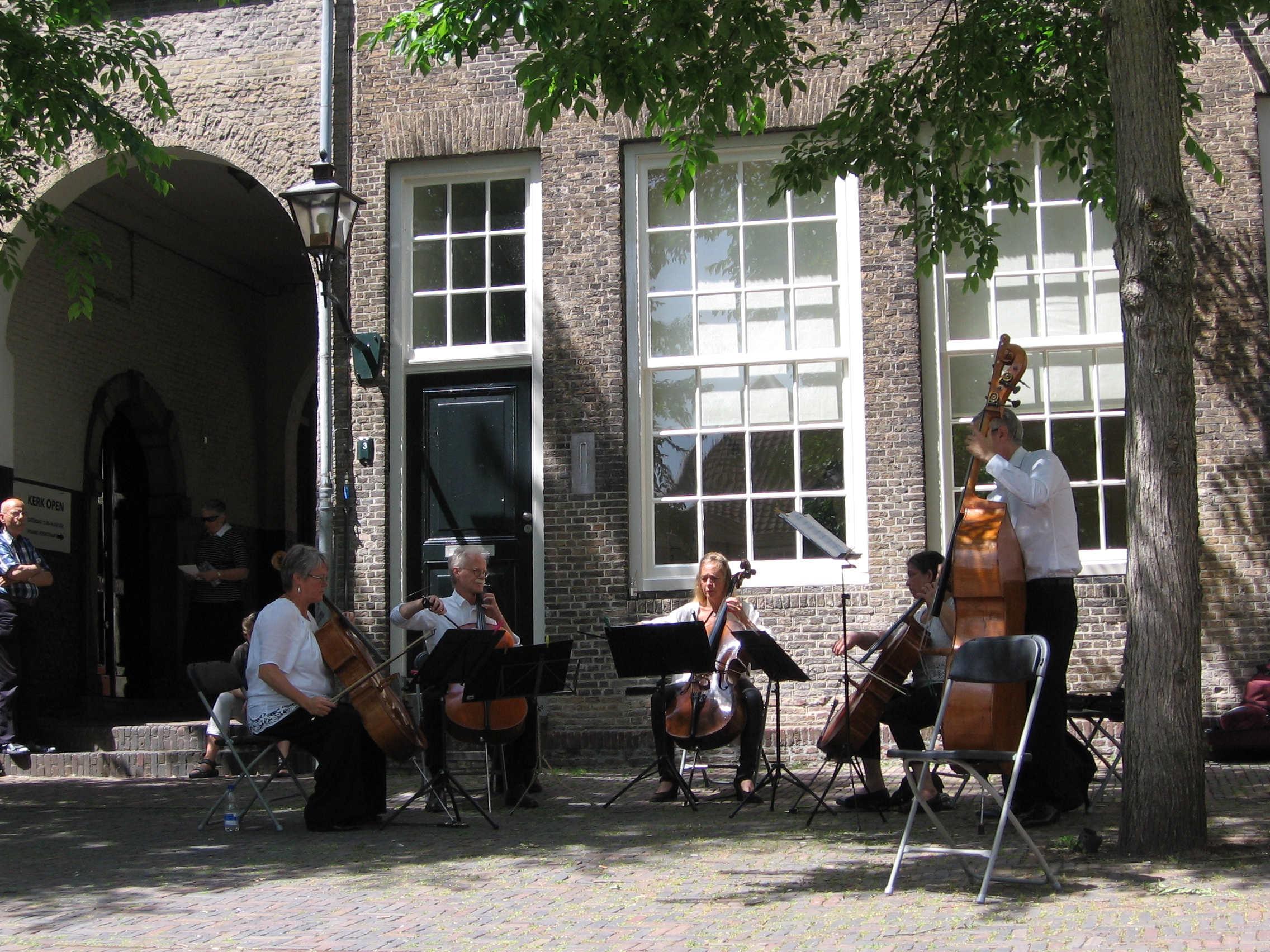
Een ongewoon strijkkwintet (De Zagerij Pro) met vier cello's en een contrabas, Hof, Dordrecht, 2019

Een strijkkwintet is in de klassieke muziek zowel een compositie als het muziekensemble dat zo'n compositie uitvoert. Een kwintet voor strijkinstrumenten kan bestaan uit
- twee violen, een altviool en twee celli
- of twee violen, twee altviolen en een cello
- of twee violen, een altviool, een cello en een contrabas.

Luigi Boccherini is de componist geweest die in de tweede helft van de 18e eeuw het genre in Europa bekend maakte. Hij componeerde 142 strijkkwintetten, waarvan het laatste onvoltooid bleef. Veel vorstelijke en adellijke hoven hadden een strijkkwartet (twee violisten, een altviolist en een cellist) in dienst en, zelf cellist, voegde hij een tweede, vaak virtuoze cellopartij toe om zichzelf te kunnen profileren. Zijn bekendste strijkkwintetten zijn Opus 11 nr. 5, G 275 in E-majeur (waarin het beroemde "menuet van Boccherini" voorkomt) en Opus 30 nr. 6, G 324 in C-majeur (La musica notturna delle strade di Madrid). Franz Schuberts strijkkwintet in C (D 956) met twee celli wordt beschouwd als een hoogtepunt binnen dit muziekgenre en zelfs binnen de gehele kamermuziek.
Twee violen, twee altviolen en één cello is in de meeste gevallen de standaard. Voor deze bezetting componeerde Boccherini twaalf van zijn 142 kwintetten, Wolfgang Amadeus Mozart zes, Louis Spohr zeven, Ludwig van Beethoven, Anton Bruckner en Max Bruch ieder één en Felix Mendelssohn en Johannes Brahms ieder twee. Joseph Haydn, die 68 strijkkwartetten schreef, heeft geen enkel strijkkwintet op zijn naam staan. Een kwintet in C-majeur dat aan hem werd toegeschreven, bleek van de hand van zijn broer Michael Haydn te zijn, die in totaal vijf strijkkwintetten componeerde.
De Franse componist George Onslow componeerde na Boccherini het grootste aantal strijkkwintetten: 34, waarvan 25 met tweede cello, vijf met tweede altviool en vier met contrabas. De Tsjechische componist Antonín Dvořák schreef drie strijkkwintetten, opus 1 en opus 97 met een tweede altviool en opus 77 met een contrabas. Bij de Russische componisten vallen Aleksandr Borodin, Sergej Tanejev en Aleksandr Glazoenov te noemen en in Scandinavië het kwintet van Niels W. Gade, dat van Carl Nielsen en dat van Johan Svendsen. Voor de ongebruikelijke bezetting van drie violen, altviool en cello bestaan enkele werken van Johann Albrechtsberger, Franz Schubert (Rondo in A-majeur, D 438) en Louis Spohr.
Ook in de 20e eeuw schreven componisten voor strijkkwintet, onder wie Ralph Vaughan Williams en Jehan Alain, en in Nederland Hans Kox en Lex van Delden. De Brit Arnold Bax schreef er twee, waarvan alleen het tweede uitgevoerd werd.